# Stupa d'Amaravati

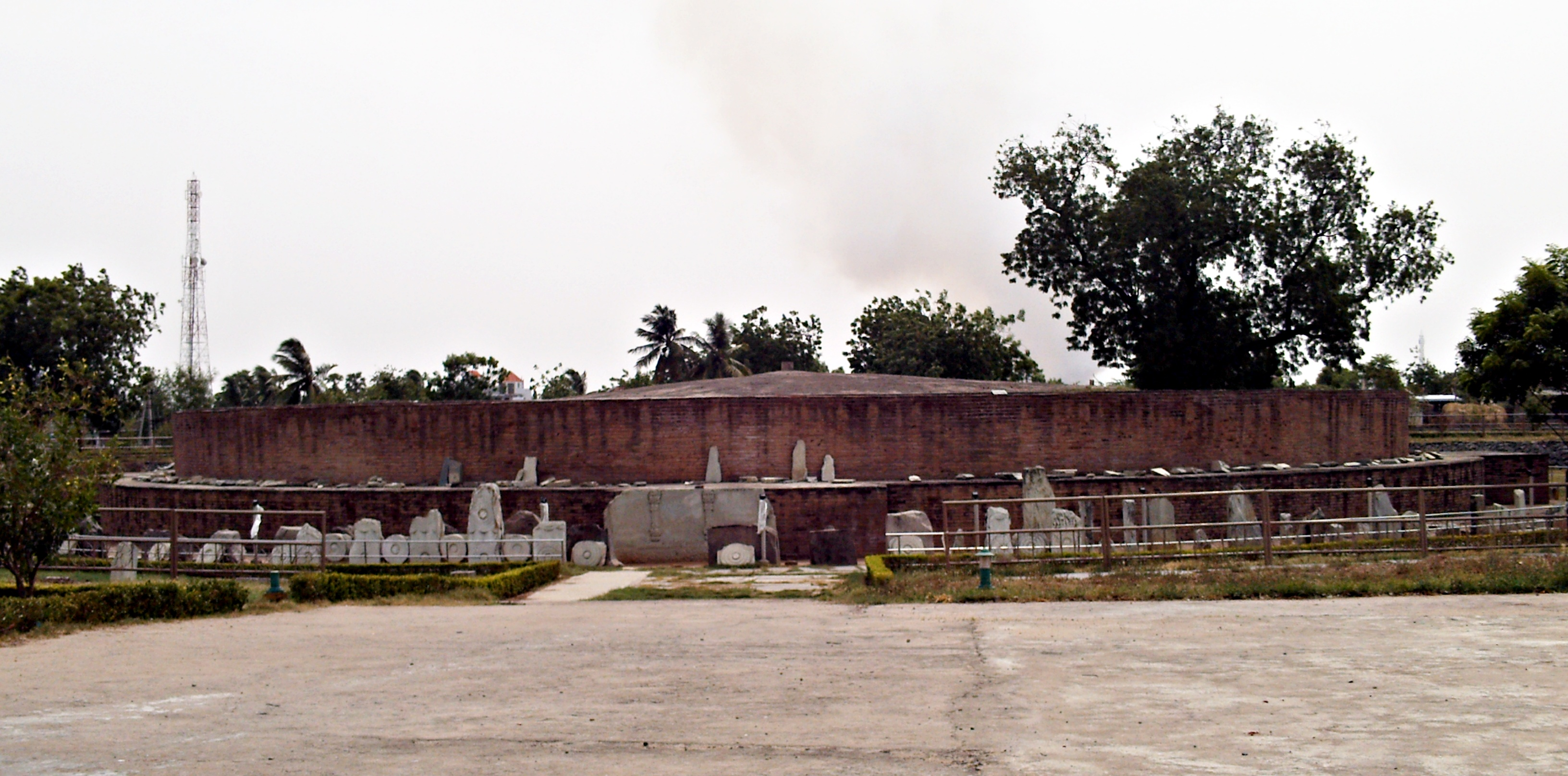
La base du stupa.

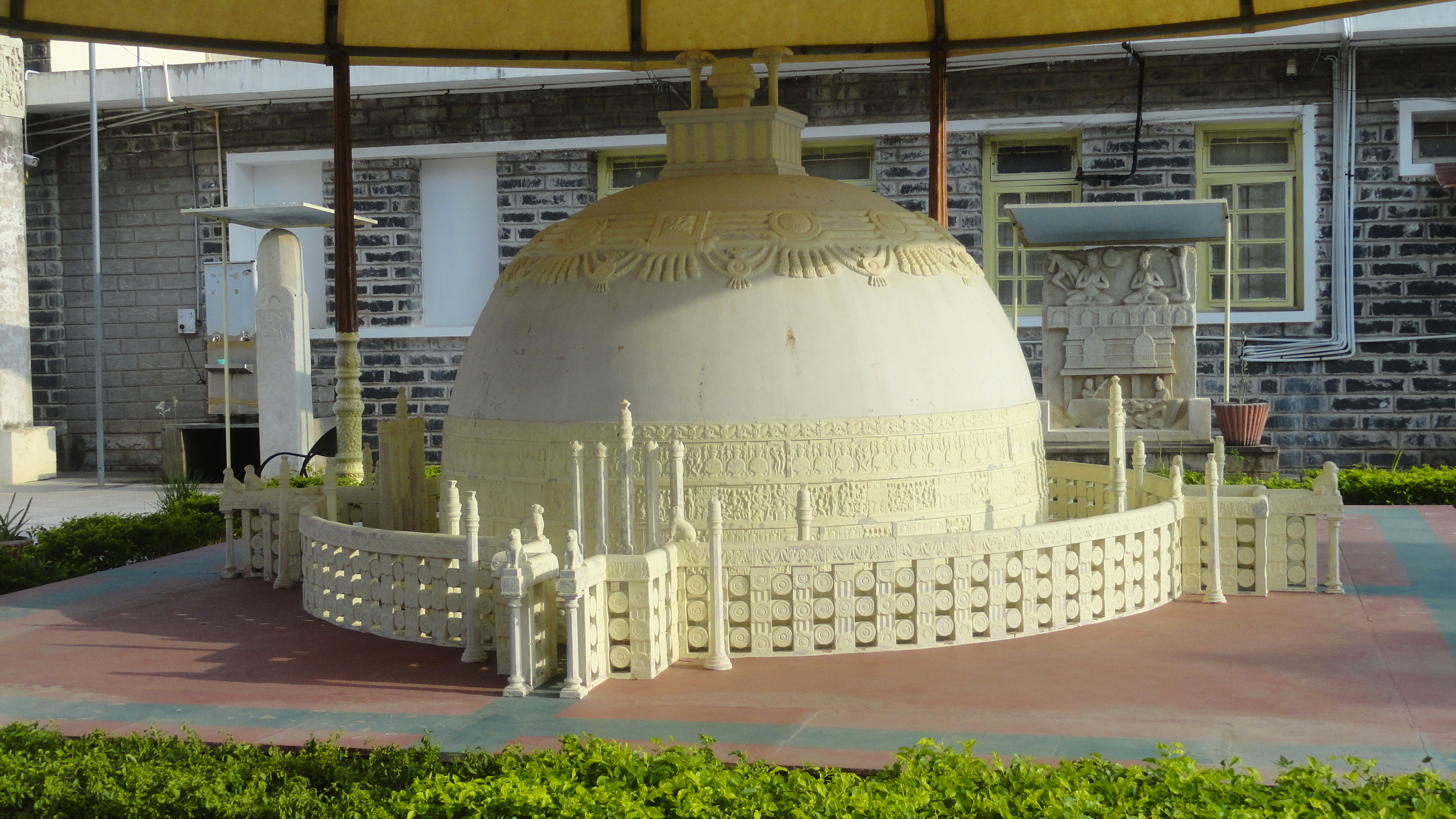
Maquette du stupa, tel que les archéologues l'ont reconstitué.

Le Stūpa d'Amarāvatī, aussi connu sous le nom de grand stūpa d'Amarāvathī , est un monument bouddhiste en ruine, probablement construit en plusieurs phases entre le troisième siècle avant l'ère commune (AEC) et environ 250 de l'ère commune (EC), dans le village d'Amaravati, district de Guntur, dans l'État d'Andhra Pradesh (Inde). Le site est sous la protection de l'Archaeological Survey of India, et il comprend le stūpa lui-même et le musée archéologique.
De nombreuses sculptures ont été retrouvées sur le site. Les plus importantes sont aujourd'hui dispersées dans différents musées en Inde et à l'étranger; beaucoup sont considérablement endommagées. Dans leur grande majorité d'entre elles, il s'agit de  sculptures en relief peu prononcé. Les sculptures les plus anciennes n'offrent pas de représentation iconique du Bouddha: celui-ci est suggéré par des symboles.
Les collections les plus importantes sont celles qui se trouvent au Government Museum à Chennai, au musée archéologique d'Amaravati et au British Museum de Londres. D'autres sont données ci-dessous.

## Nom du site
Le nom Amaravati est relativement moderne, ayant été appliqué à la ville et au site après la construction du temple Amareśvara Liṅgasvāmin au XVIIIe siècle. Les cartes et plans les plus anciens, dessinés par Colin Mackenzie et datés de 1816, appellent simplement  le stūpa deepaldimma (« colline des lumières »).
Le monument n'est pas appelé stūpa dans les anciennes inscriptions, mais plutôt mahācetiya (« grand sanctuaire »).

## Histoire
Le stupa, ou mahācetiya, a probablement été bâti au IIIe siècle av. J.-C. sous le règne d'Ashoka, mais aucune preuve indiscutable ne vient appuyer la date de fondation. La première inscription provenant du site remonte aux derniers siècles AEC, sans qu'on puisse l'attribuer avec certitude à Aśoka.
Les principales phases de construction d'Amaravati se divisent en deux périodes principales, les ajouts consistant en des balustrades (vedikā) et des dalles sculptées placés autour du stūpa proprement dit. Ces dalles sont généralement appelées «dalles de tambour» car elles étaient placées autour de la base du stūpa qui a une forme similaire à un tambour circulaire. Au commencement (vers 200-100 AEC), le stūpa comportait une simple balustrade composée de piliers en granit, avec des traverses transversales lisses et des pierres de parement. Les pierres de parement présentant des reliefs d'animaux et de jeunes gens, les premières dalles de tambour et quelques autres fragments appartiennent à cette période. Le stūpa devait être assez grand à cette époque, compte tenu de la taille des piliers de granit (dont certains sont encore visibles in situ, après les fouilles).
La dernière période de construction a commencé vers 50 AEC et a continué jusqu'à environ 250 EC. Se basant sur la datation que l'on peut attribuer aux  parties de la grande balustrade en calcaire, Akira Shimada, professeur à l'Université New Paltz de New York, divise cette période en trois phases. La première phase va de 50 AEC à l'an 1 EC et la même période que le portique (torana) du stūpa I de Sanchi. La deuxième phase va de 50 à 100 EC, la même période que le caitya de Karli et les grottes de Pandavleni (n ° 3 et 10) à Nasik. La troisième phase date d'environ 200-250, datation qui se fonde sur des comparaisons avec la sculpture de Nagarjunakonda. Certains autres types de sculptures appartiennent à une époque encore plus tardive, aux VIIe ou VIIIe siècles, et comprennent des bodhisattvas et des déesses debout.
Le voyageur chinois et moine bouddhiste Hiuen Tsang (Xuanzang) a visité Amaravati en 640, où il a séjourné un certain temps, y étudiant l'Abhidhammapitakam, un ensemble de textes du bouddhisme Theravada. Xuanzang a écrit un compte rendu élogieux de l'endroit et des vihara (monastères).
Amaravati a continué à être actif après cette période, probablement jusqu'au XIIIe siècle. Avec le déclin du bouddhisme en Inde, le stûpa est négligé et recouvert de décombres. Une inscription du XIVe siècle au Sri Lanka mentionne des réparations entreprises, mais après cela, il tombe dans l'oubli.
Le stûpa est aussi lié aux enseignements vajrayana de Kalachakra, encore pratiqué aujourd'hui dans le bouddhisme tibétain. Le Dalaï Lama a effectué une initiation Kalachakra à cet endroit en 2006[réf. nécessaire].

## Redécouverte

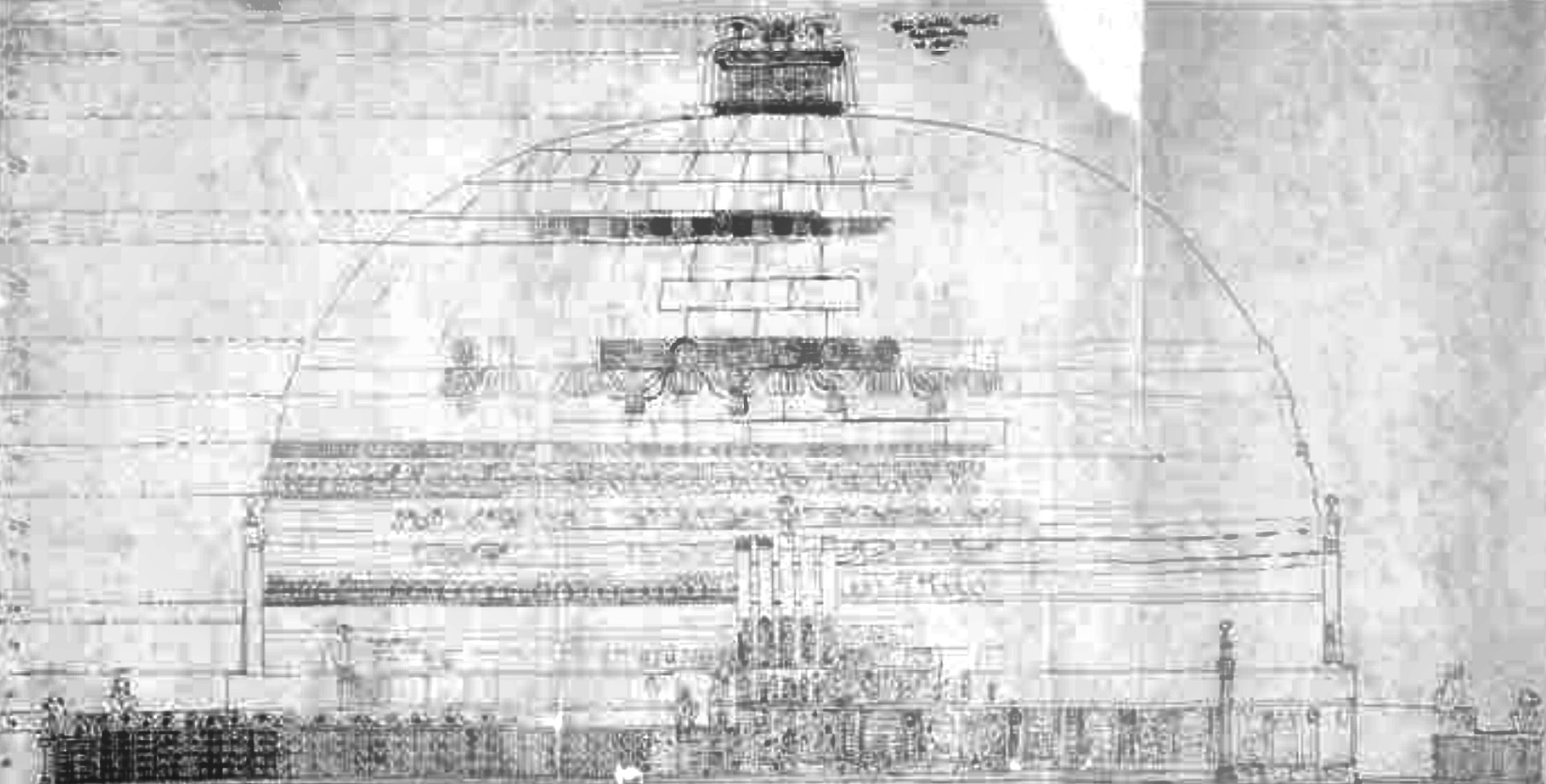
Reconstitution du stupa d'Amaravati par Walter Elliott. 1845.

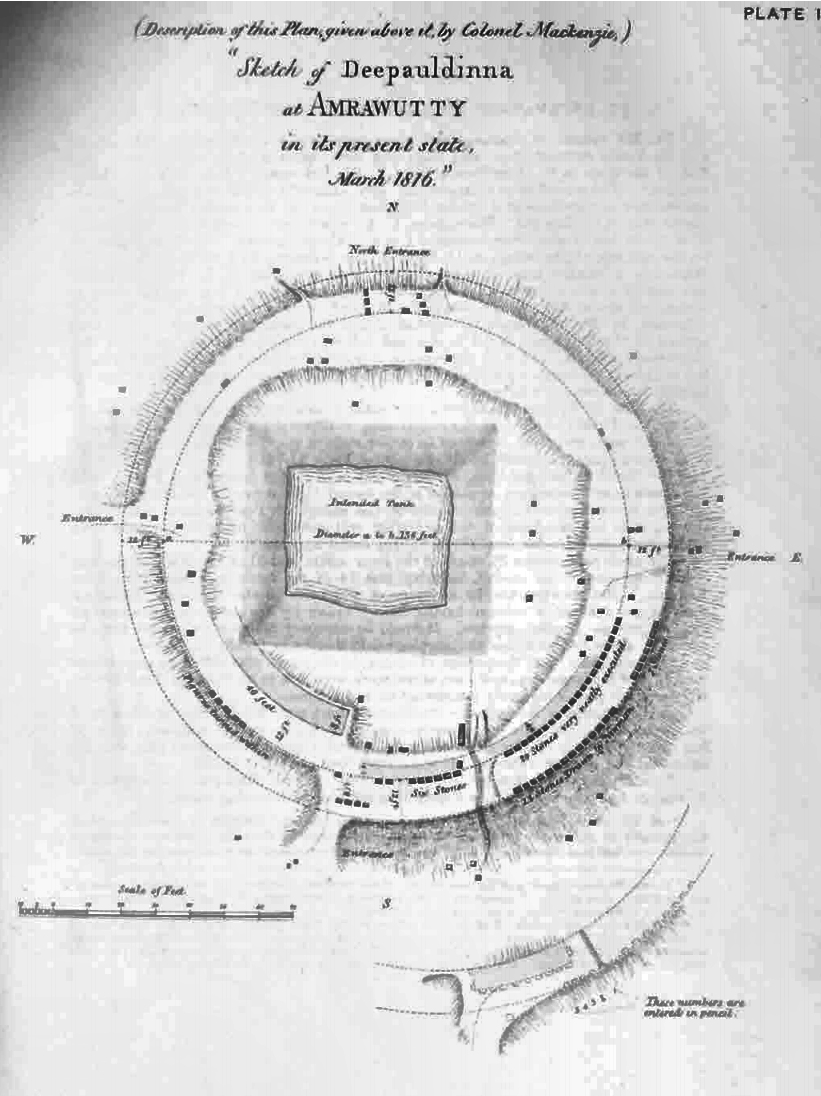
Plan du stupa d'Amaravati par Colin Mackenzie. 1816.

C'est une visite à Amaravati du major Colin Mackenzie en 1797 qui va attirer pour la première fois l'attention des Occidentaux sur les ruines du stupa. Sur la rive droite de la rivière Krishna dans le district d'Andhra, dans le sud-est de l'Inde, Mackenzie tombe sur une énorme construction bouddhiste faite de briques et recouverte de dalles de calcaire. Mais quand il revient sur le site en 1816, des fouilles menées sans discernement avaient déjà détruit ce qui restait de la structure, et de nombreuses briques avaient été réutilisées pour construire des maisons locales. Mackenzie effectua alors d'autres fouilles, il a enregistré ce qu'il a découvert, et dessiné un plan du stupa.
En 1845, Sir Walter Elliot, de l'Indian Civil Service de Madras (Chennai), explore la zone autour du stupa et fouilléeprès de la porte ouest de la balustrade, envoyant de nombreuses sculptures à Madras. Ces éléments sont conservés à l'extérieur du collège local avant d'être transportés au musée de Madras. À cette époque, l'Inde était dirigée par la Compagnie britannique des Indes orientales et le Dr Edward Balfour, le conservateur du musée, fit appel à la Compagnie, car il craignait que les objets ne se détériorent. En 1853, il a donc commencé à monter un dossier en vue de leur transfert.

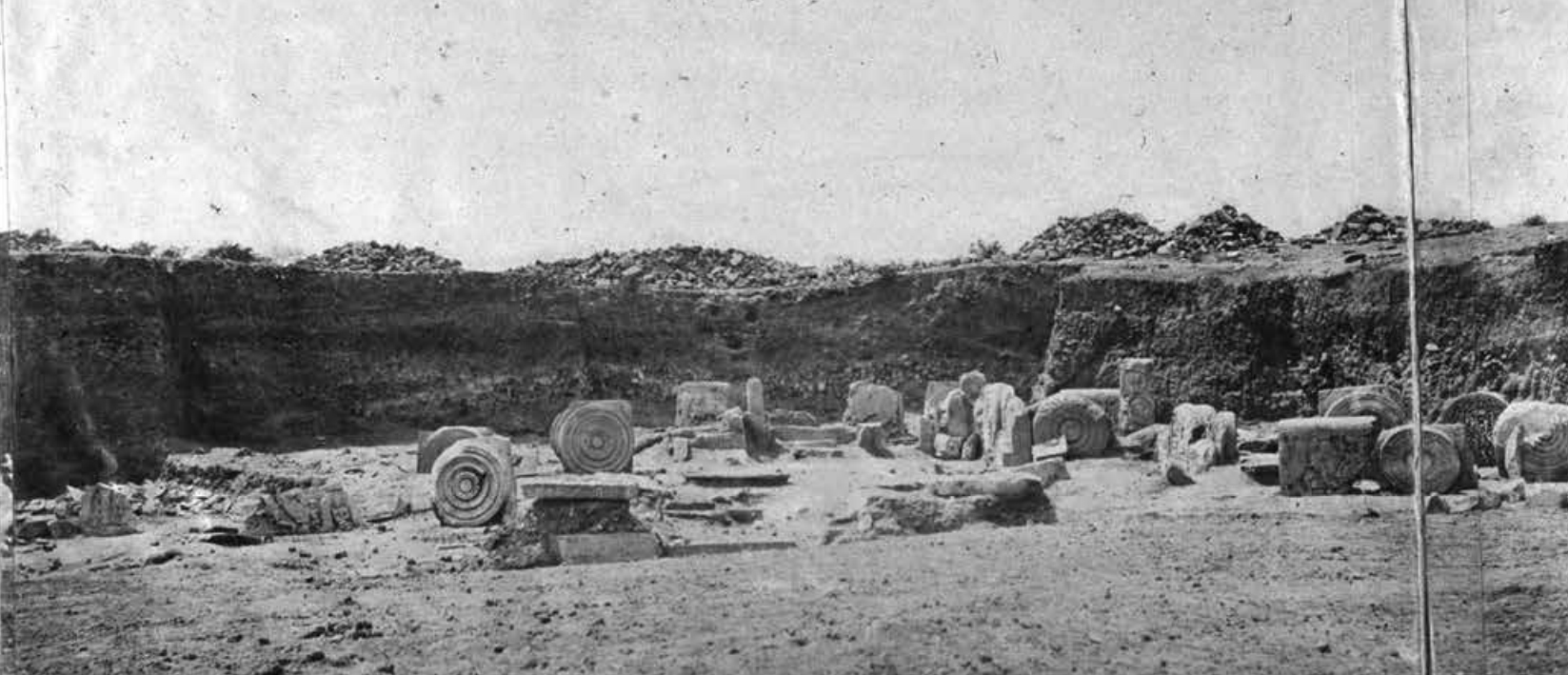
Fouilles de la porte sud du stupa par J.G. Horsfall en 1880.

En 1855, il avait pris des dispositions pour que soient réalisés des dessins et des photographies des pièces (désormais connus sous le nom de Elliot Marbles). 75 photographies prises par le capitaine Linnaeus Tripe se trouvent maintenant à la British Library. Quant aux sculptures, elles ont été envoyées à Londres en 1859. L'historien Robert Sewell, également membre de l'Indian Civil Service de Madras, entreprit d'autres fouilles dans les années 1880. Il réalisa des dessins et des croquis clairs et précis de ses découvertes, sans pourtant qu'ils soient aussi détaillés que ce que l'on demande aujourd'hui.
Des plans ont également été mis en place pour créer un espace d'exposition spécialement conçu pour les sculptures toujours en Inde. Ces marbres qui ne se trouvaient pas dans un magasin climatisé montreraient des signes de détériorations causées par l'atmosphère et le sel. Le musée de Chennai a prévu une galerie climatisée pour installer les sculptures, mais ces objectifs doivent encore être atteints[Passage à actualiser],.

## Sculptures
La région entre les fleuves Krishna et Godavari fut une zone importante pour le bouddhisme à partir du IIe siècle av. J.-C. Le stupa bouddhiste qui a été construit sous le règne d'Ashoka en 200 AEC présente des panneaux sculptés qui racontent l'histoire de Bouddha. D'autres stûpas ont été construits autour d'Amaravati, également couverts en partie de plaques de marbre sculpté, si bien qu'on parle d'une « École d'Amaravati » et que celle-ci constitue un centre important de l'art bouddhique. Ce style qui se développe entre le Ier siècle AEC et le IIIe siècle EC influencera l'art de l'Asie du Sud-Est, en particulier au Sri Lanka, en Thaïlande et en Indonésie.
Les historiens de l'art considèrent l'art d'Amaravati comme l'un des trois principaux styles ou écoles de l'art indien de l'époque Kushana[réf. nécessaire], les deux autres étant le style Mathura et le style Gandharan.
Un type d'art différent a évolué et s'est épanoui à Amaravati pendant près de six siècles, à partir de 200-100 AEC, d'abord patronné par les Satavahana, puis par les Ikshvakus ainsi que d'autres groupes (feudataires, fonctionnaires et marchands). On distingue facilement quatre périodes d'activité.
L'école d'Amaravati occupe une position éminente dans l'histoire de l'art indien. À ses débuts au IIIe siècle av. J.-C., Amaravati déploie ses chapitres à travers la galaxie de richesses sculpturales qui ornait autrefois le Mahachaitya - le monument majestueux des bouddhistes qui se trouve à Amaravati et dont l'histoire s'étale sur une période d'un millénaire et demi.
Shimada a décrit l'histoire des sculptures du stûpa d'Amaravati, de leur découverte, utilisation frauduleuse et destruction, jusqu'à leur répartition et conservation dans divers musées (Chennai, Calcutta, Londres, Masulipatnam, etc.).

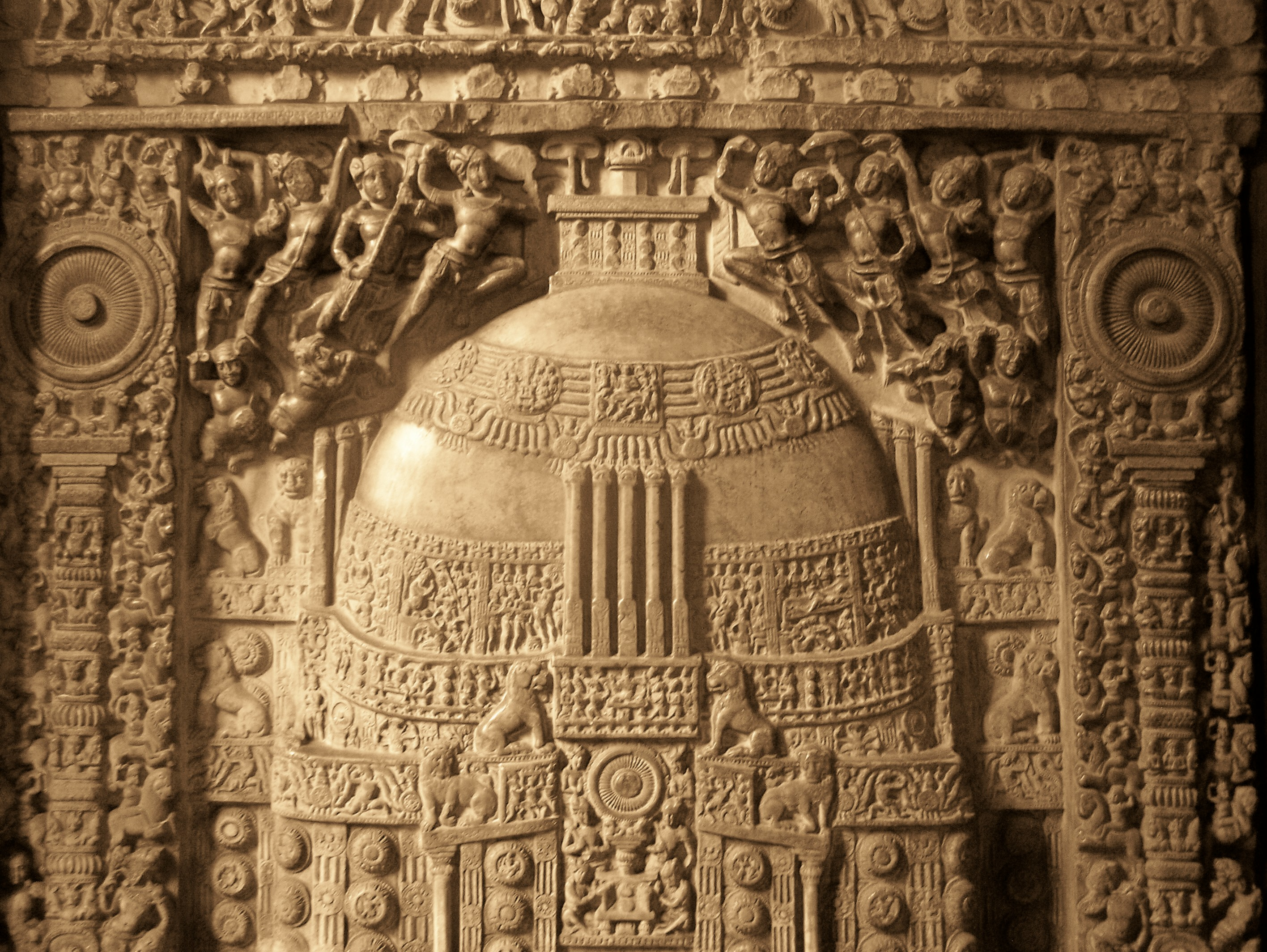
Relief du côté du stūpa. Musée gouvernemental de Chennai.
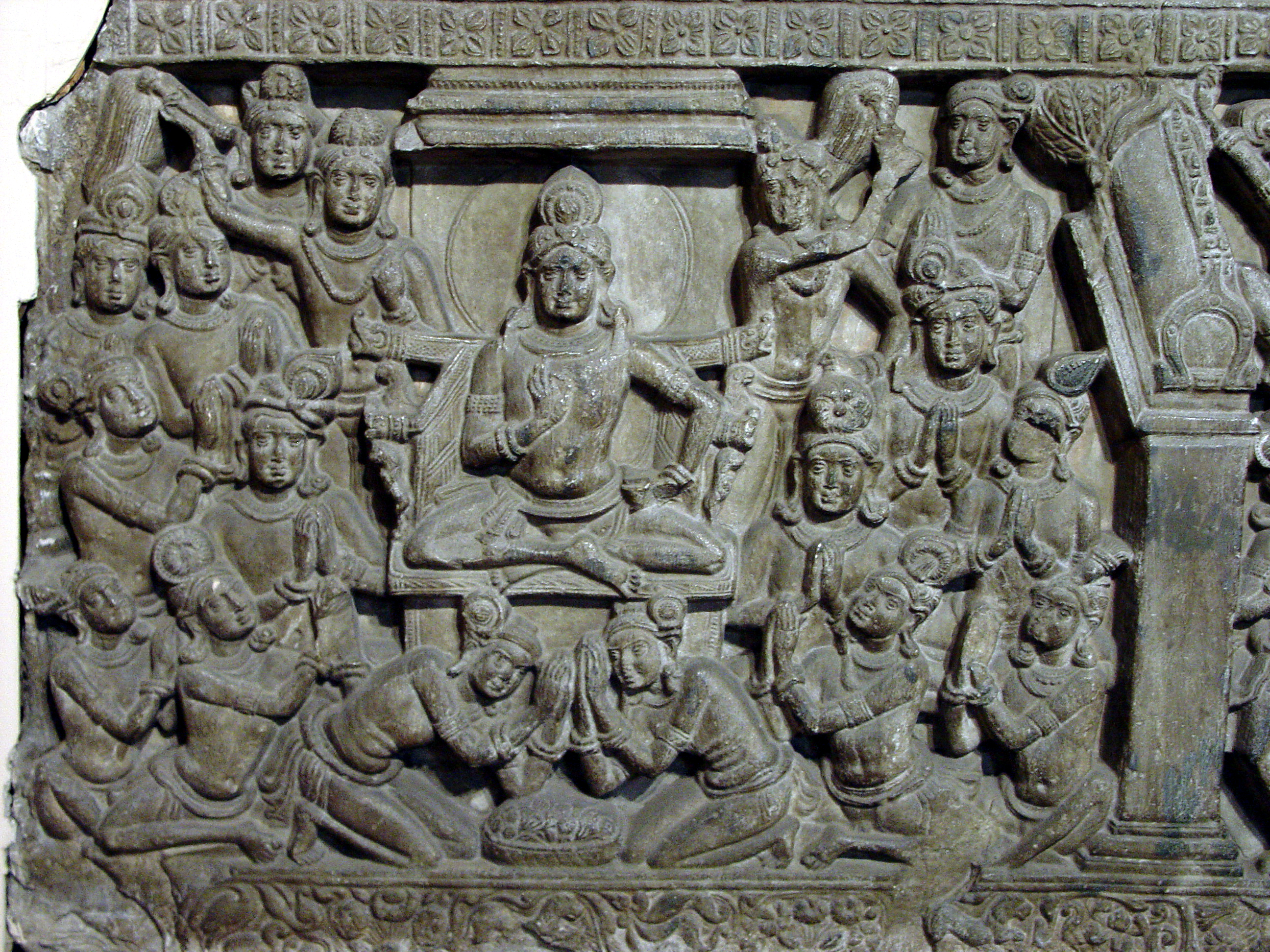
Bouddha prêchant dans le ciel de Tushita. Musée Indien de Calcutta.
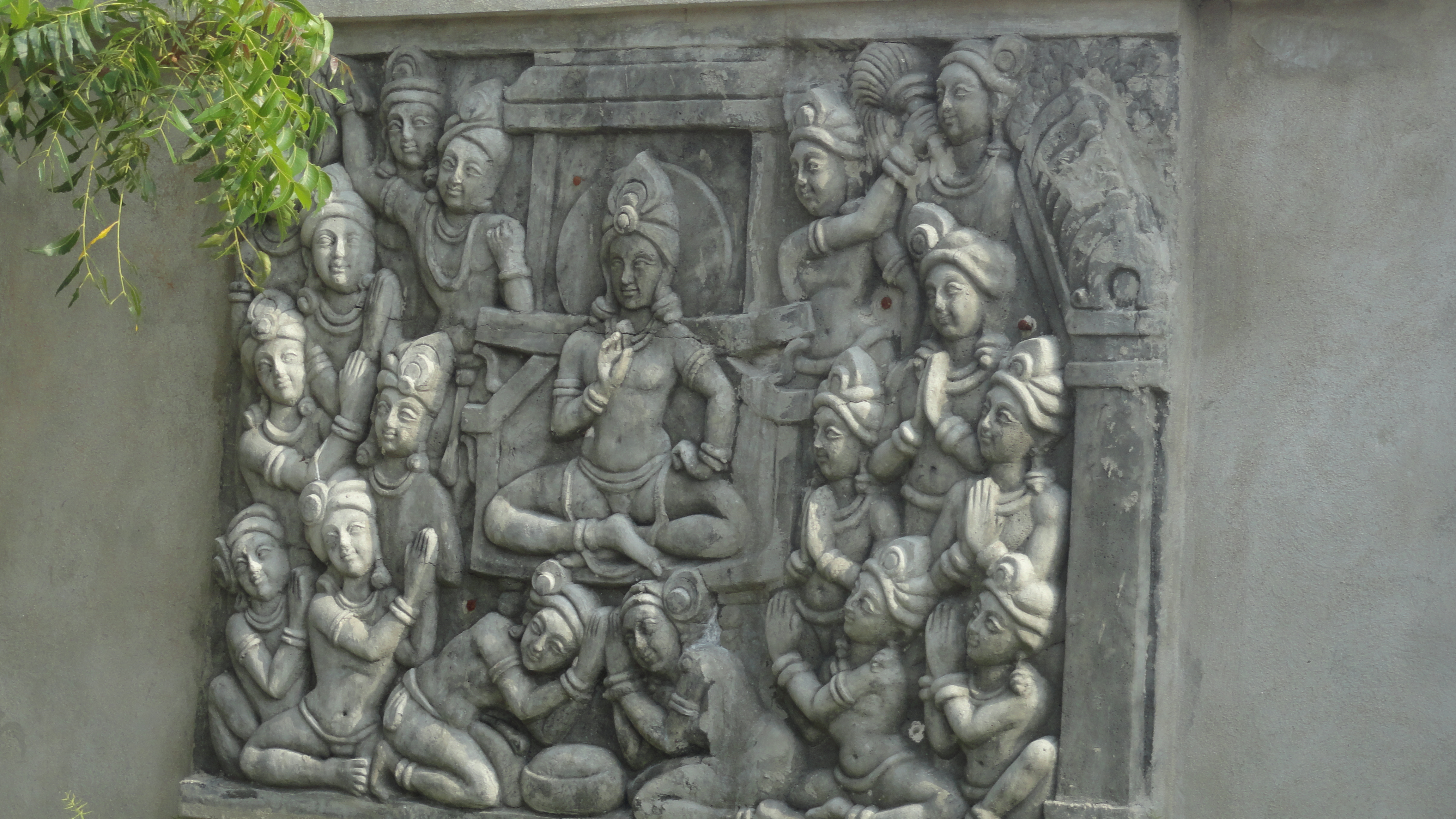
Sculpture au musée archéologique d'Amaravati (copie du relief au musée indien de Calcutta).
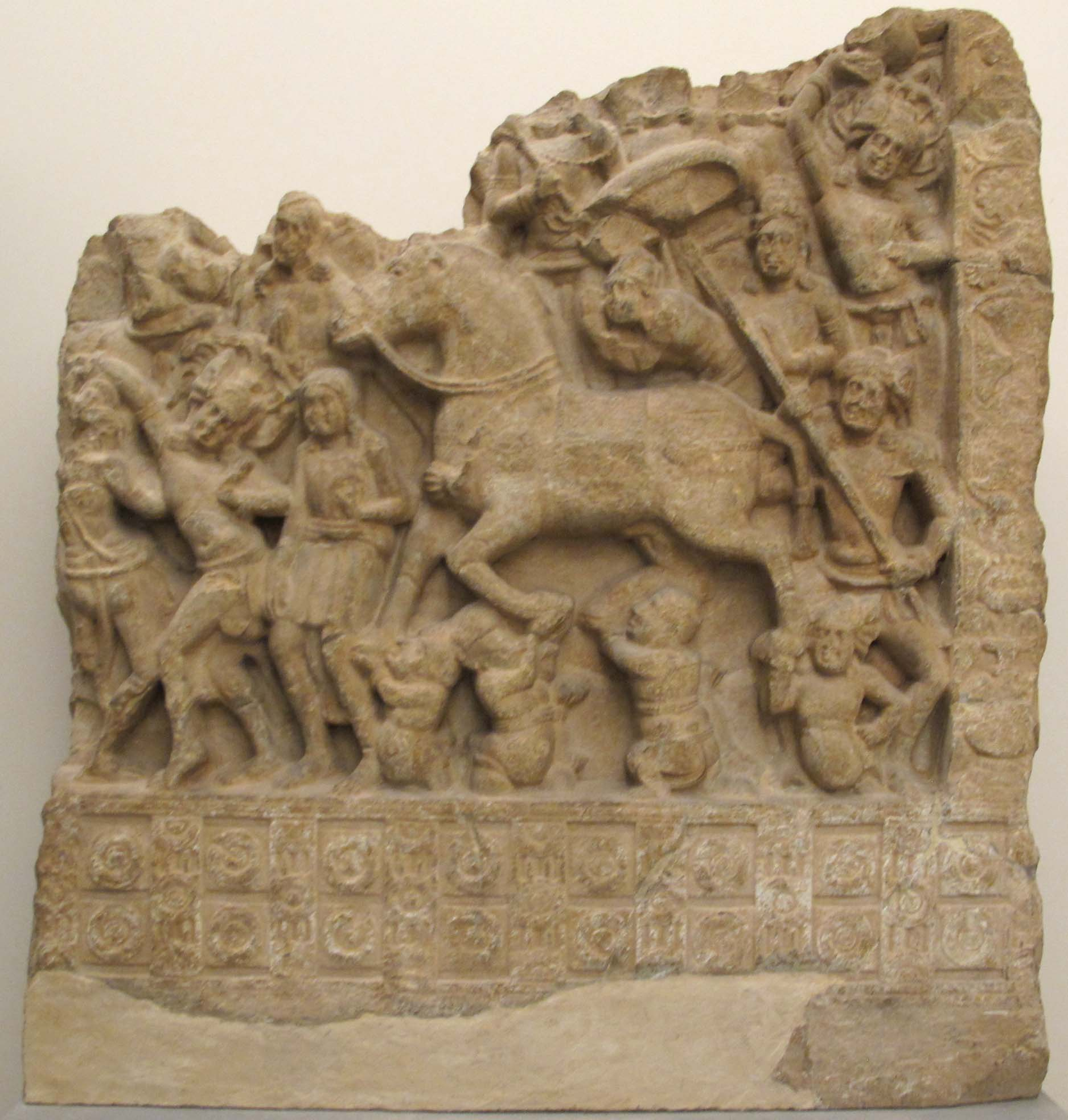
Représentation aniconique du grand départ du prince Siddharta Gautama. Plaque de revêtement de stupa, calcaire marmoréen, H. 90 L. 89 cm. Musée Guimet, Paris.
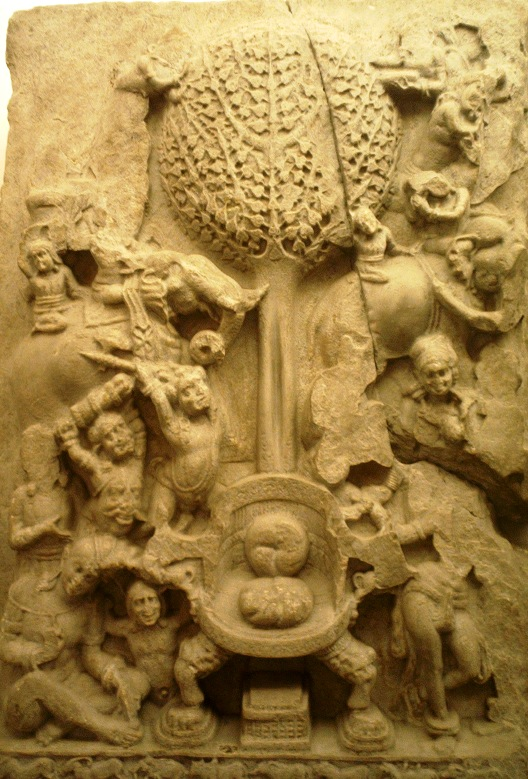
Représentation des assauts de Mara sur le Bouddha, représenté sous forme aniconique, IIe siècle apr. J.-C., Amaravati. Musée Guimet, Paris

## L'album de Colin Mackenzie
Il s'agit d'un album de dessins d'Amarāvatī qui marque une étape importante dans l'histoire de l'archéologie en Inde. Les images ont été réalisées en 1816 et 1817 par une équipe d'arpenteurs et de dessinateurs militaires sous la direction du colonel Colin Mackenzie (1757-1821), le premier arpenteur général de l'Inde.
L'album contient des cartes, des plans et des dessins de sculptures du stūpa d'Amaravati. Il est conservé à la British Library, qui l'a mis en ligne. Un deuxième exemplaire se trouve à Calcutta.

## Sculptures d'Amaravati dans le monde
Toutes les sculptures ont été retirées du site du Mahācetiya, sauf quelques piliers brisés. Outre le musée sur le site, plusieurs musées à travers l'Inde et dans le monde possèdent des éléments sculptés d'Amarāvatī. Ces collections sont rassemblées dans le Corpus mondial de la sculpture d'Amarāvatī, un projet numérique approuvé et développé conjointement par l'Archaeological Survey of India et la British Academy de Londres. Les collections les plus importantes sont les ensembles qui se trouvent au Government Museum de Chennai et au British Museum de Londres. D'autres collections importantes de sculptures se trouvent aux endroits suivants:
France
- Musée Guimet[17]

Inde
- Musée national, New Delhi
- Musée gouvernemental de Chennai[24]
- Musée d'État, Hyderabad
- Chhatrapati Shivaji Maharaj Vastu Sangrahalaya, Mumbai[25]
- Musée indien, Calcutta
- Musée d'État, Pudukkottai
- Musée archéologique, Amaravati[19]
- Musée archéologique de Baudhasree, Vijayawada
- Musée d'État Lucknow, Lucknow
- Musée de Patna, Patna

Singapour
- Musée des civilisations asiatiques, Singapour

Royaume-Uni
- British Museum, Londres[26]

États-Unis
- Musée d'archéologie et d'anthropologie de l'Université de Pennsylvanie, Philadelphie[27]
- Musée des beaux-arts de Boston[28]
- Freer Gallery of Art, Washington DC[29]
- Musée d'art de Seattle, Seattle
- ainsi que Cleveland, Chicago et Kansas City